# Chrīstos Mingkas
Chrīstos Mingkas (in greco Χρήστος Μίνγκας?; Argirocastro, 15 aprile 1984) è un calciatore greco, centrocampista svincolato.

## Carriera
Il 24 gennaio 2018 viene acquistato a titolo definitivo dalla squadra albanese del Luftëtari.